# Болдер Крик (Калифорнија)
Болдер Крик (енгл. Boulder Creek) насељено је место без административног статуса у америчкој савезној држави Калифорнија.

## Демографија
По попису из 2010. године број становника је 4.923, што је 842 (20,6%) становника више него 2000. године.
| Група             | 2000.         | 2010.         |
| Белци             | 3.540 (86,7%) | 4.234 (86,0%) |
| Афроамериканци    | 24 (0,6%)     | 54 (1,1%)     |
| Азијати           | 70 (1,7%)     | 81 (1,6%)     |
| Хиспаноамериканци | 232 (5,7%)    | 366 (7,4%)    |
| Укупно            | 4.081         | 4.923         |